# Optischer Verschiebungssatz
Der optische Verschiebungssatz (auch freudenbergscher Verschiebungssatz; englisch Freudenberg’s rule of shift) besagt, dass chirale Moleküle ähnlicher Konstitution auch die gleiche Konfiguration besitzen, wenn die Derivate dieser Verbindungen eine etwa gleichwertige Verschiebung des Drehwerts in Richtung und Betrag aufweisen. 
Der Zusammenhang wurde erstmals 1923 von Karl Freudenberg beschrieben.  Damals untersuchte er Derivate des (+)-Alanin, deren Drehwertverschiebung er mit den Derivaten von (+)-Milchsäure verglich. Da die Konfiguration der L-(+)-Milchsäure bekannt war, schloss er, dass das (+)-Alanin ebenfalls L-Konfiguration besaß.